# 少女革命ウテナの登場人物
少女革命ウテナの登場人物（しょうじょかくめいウテナのとうじょうじんぶつ）とは、漫画・テレビアニメ『少女革命ウテナ』に登場する人物の紹介である。

## 概要
デュエリストたちの名前には植物と関係のある文字・単語が入っている。
生徒会執行部のメンバーは、気高さを持つ者として「世界の果て」から選ばれたデュエリスト。合い言葉は「卵の殻を破らねば、雛鳥は生まれずに死んでいく。我らは雛だ、卵は世界だ。世界の殻を破らねば、我らは生まれずに死んでいく。世界の殻を破壊せよ、世界を革命するために」。

## 初期決闘関係者
天上ウテナ（てんじょう ウテナ）
声：川上とも子
本作の主人公。鳳学園中等部二年（TV版がベースのゲーム版では後述の劇場版同様に転校生とされている）。幼い頃に両親と死別した際に白馬に乗った「王子様」に救われ、彼に憧れるあまり自身も王子様になろうとする男装の少女。一人称は、「僕」。絵に描いたような美少女でありながらスポーツ万能で正義感が強く常に凛然とした佇まいで中等部では主に女子生徒達の人気の的。「王子様のように気高くかっこよく」生きることを信条としており、決して男になりたい訳ではなく女であることに縛られることを拒んでいる。幼い頃出会った王子様にもう一度会いたいと願っている。親友・若葉の恋心を踏みにじった西園寺莢一の言動を非難したことを機にデュエリスト達の決闘ゲームに巻き込まれていく。決闘の際に胸に挿す薔薇の色は白だがピンクの時もあった。武器はディオスの剣（第1話の西園寺との決闘では竹刀、第12話の冬芽との決闘では樹璃から手渡された剣を使用。第20話での若葉との決闘では剣を抜かずに闘った）。鳳学園の女子の制服ではなく黒い学ランに赤いスパッツという出で立ち（一度冬芽に負けた後は女子の制服を着用した）。漫画版では当初ピンクの学ランを着ていたが、冬芽との決闘で切り裂かれ、それ以降はアニメ版と同じ黒い学ランを着用するようになる。劇場版では最初は白い学ランに白い帽子を被っているが、後にTV版の衣装に良く似た白い学ランに白いスパッツという出で立ちになる。
後に同じデュエリストとして戦うことになる西園寺莢一、桐生冬芽とは幼い頃に会ったことがあるが、本人は覚えていない。
実は王子様（ディオス）に会った時に「百万本の剣」で貫かれたアンシーの姿を見せられており、その際に「薔薇の刻印」の指輪を授けられていた。その際、ウテナの本当の目的は「王子様との再会」ではなく「アンシーを助け出すこと」だったことが明かされる。後に暁生とアンシーがただならぬ関係にあることを知ってもアンシーを助けるという意志は揺るがず、最終回では「女の子だから王子様になれない」という事実を突きつけられるも薔薇の門＝本当のアンシーが閉じこもっていた「棺」を開くことに成功し、アンシーを助けることは出来なかったが代わりに彼女の意識革命に成功した。しかしその代償としてウテナはアンシーの身代わりとなり（アンシーと離れ離れになった直後に「百万本の剣」が彼女に迫る描写がある）、鳳学園という世界から消え、アンシーと暁生を除く他の人々から忘れられてしまった。
漫画版では「物語の中核から外されている主人公は漫画には向かない」というさいとうの意向から、早期に「世界の果て」の情報を知ることになり、中盤では生徒会に出入りしている。最後は暁生との決闘で相打ちになるも新たな光のディオスとなり、暁生（闇のディオス）と一つになり彼と共に消滅。彼女の存在はアンシーと冬芽を除く全ての人々から忘れ去られた（TV版では言われれば思い出すため完全には忘れられていないが、漫画版では話題にも上がらない）。
名前の「ウテナ」は、花の萼（がく）のことを指す。ピンク色の髪に水色の瞳（漫画版では最初は金髪だった）。TV版では長いストレートヘア。劇場版では、白と黒の学ランを着、ロングヘアを男子のようなショートカットに編みこんでいる。デュエリストの衣装に変身すると、靴のデザインが変化し、ズボンもスパッツになり、衣装の白と黒の基色には赤のさし色が入り、頭髪にはウェーブがかったロングヘアが露になる。
劇場版では他校からの転校生、冬芽とは幼馴染という設定になっており、「王子様になりたい」と願うのではなく、「王子様」を失った傷心を抱えながらも志高く生きようとする少女として登場する。また、冬芽に好意を持っていることが明確になっている。物語の終盤でアンシーを連れて“外の世界”へ出ようとした際に巨大な洗車機に取り込まれて車に変身し、アンシーを乗せて“外の世界”へと旅立った（ラストで元の姿に戻ったが、車の一部は残っていた）。
プロフィール
- 年齡：14歳
- 誕生日：12月29日
- 星座：やぎ座
- 血液型：B型
- 身長：164cm
- 体重：46kg
- 趣味：スポーツならなんでも、バラのティーカップ集め、男装
- 得意なこと：おんぶ、意外なことに料理
- 苦手なこと：納豆とねばねばした男の子

姫宮アンシー（ひめみや アンシー）
声：渕崎ゆり子
本作のもう一人の主人公。決闘勝者に「世界を革命する力」を授ける「薔薇の花嫁」として、デュエリストたちに争われる少女。中等部二年。日々温室のバラ園（鳥かごをイメージした形をしている）の世話をし、独自の人付き合いが無いなど所有者（エンゲージした決闘勝者）に従属して主体性を感じさせない存在だが、ウテナとの関わりによってのちに精神的な変化が見られるようになる。チュチュというペットを飼っているなど自然や動物をこよなく愛しているが、筆箱の中に蝸牛、引き出しにマングースを飼うなど変わった一面が時折見られる。ウテナとエンゲージしてからはウテナのルームメイトになる。丸い眼鏡を掛けているのが特徴。口癖は「どぅも、どぅも」。
黒薔薇会編で、理事長代行・鳳暁生の妹であることが明かされる。更に物語後半では暁生の過去の姿であるディオス（王子様）の妹であったことが判明する。かつて人々の願いを叶えすぎて疲弊し傷ついたディオスを封印したが、その代償として彼女は「魔女」と見なされ、ディオスに救ってもらうはずだった「お姫様」達の家族によって無数の剣で刺し貫かれ、以降人々の憎しみから成る「憎悪に光る百万本の剣」を受け止め続けることになった。
物語終盤では徐々に「魔女」としての一面が現れ始め、実兄である暁生と肉体関係を持っていたことが発覚する。そのことを知ってもなお自分を友達として信用してくれたウテナの姿を見て少しずつ心境が変わり始めるが、暁生とウテナの決闘の際にウテナを裏切ったととれる行動に出た。だがその後、傷つきながらも薔薇の門＝自分が閉じこもっていた「棺」を開いて自分を助けようとしているウテナの姿を目の当たりにし、結果的に彼女によって意識革命を起こされる。最後は未だ決闘に固執する暁生を見限り、消えたウテナを探すためにチュチュと共に学園を去った。
兄であるディオス（かつての暁生）の「理想」＝「ディオスの剣」を心に封印している。この剣はエンゲージした者のみがアンシーの心から取り出すことができる（作中の映像ではアンシーの胸から生えてくる剣をエンゲージしたデュエリストが引き抜いている）。
「抑圧された自我」の象徴であり、この「自我の解放」すなわちアンシーの「（精神的）革命」が本作のテーマである。
名前の「アンシー」はギリシャ語で「花ひらく」の意。紫色の髪に緑色の瞳・褐色の肌という容貌で、額にビンディーのような赤い印がある。実は非常に長い髪の持ち主で、本来の髪は長いウェーブヘア。
漫画版では人間ではないことを示唆している（劇場版のコミカライズでは2桁では済まない年月を生きてきたことを思わせる発言をしている）。物語の最後でウテナが暁生と共に消滅した後、性格が明るくなり、ウテナのように男装するようになる。また人々がウテナのことを忘れてしまっても冬芽と共にウテナのことを覚えていた。最後はアニメ版同様消えたウテナを探すために学園から旅立つ。
劇場版では眼鏡を掛けておらず、髪も長いストレートヘアで、TV版のウテナと似たキャラクターデザインとなった。また、TV版とは異なり、ウテナと対照的ながら対等な友人関係や行動力を見せる（テレビ版ではウテナを「ウテナ様」と呼び敬語で話していたが、劇場版ではウテナを呼び捨てにしており話し方も普通になっている）。兄の暁生を「私の王子様」として慕っており、彼が自分を密かに抱いても「王子様だから好きにしていい」とまで言い切るほどだったが、その想いが結果的に暁生を自殺に追いやることになってしまう。それ以来、アンシーは暁生の幻影に支配され続けてきた。物語終盤でウテナが姿を変えた車に乗って“外の世界”への脱出を試みた際、遂に兄の幻影を振り切ることに成功し、最後はウテナと共に“外の世界”へと旅立っていった。
プロフィール
- 年齡：14歳
- 誕生日：2月29日
- 星座：うお座
- 血液型：AB型
- 身長：157cm
- 体重：41kg
- 趣味：トランプ、動物をかわいがること
- 得意なこと：動物と話せる
- 苦手なこと：勉強、料理、友だちを作ること

桐生冬芽（きりゅう とうが）
声：子安武人
鳳学園の高等部二年で生徒会長。学園一のプレイボーイ。桐生七実の実の兄。西園寺莢一とは幼馴染みで、同じ剣道部に所属している。生徒会メンバーで唯一「世界の果て」と呼ばれる人物と通じ合っており、更にウテナに決闘で勝利したことのある唯一の人物でもある。前髪に朱色のメッシュを入れた赤いストレートの長髪に青紫の瞳。決闘の際に胸に挿す薔薇の色は赤。鳳暁生編での決闘では西園寺をパートナーとし、彼に自分の「心の剣」を抜いてもらいウテナと戦った。挑戦者の時には、西園寺の日本刀と同じ刀掛けに掛ける日本刀を使用。だがウテナを世界の果てから守るための第3戦では、前述の通り西園寺が「心の剣」を抜いたが、「剣」は日本刀ではなく騎士剣であった。
TV版・劇場版で共通して養子であり、劇場版では養父に性的虐待を受けていたと思わせる描写があった。TV版では当初は上昇志向のために周囲の者を利用し、陰謀によって勝利し、花嫁を形式的に尊重する陰謀家で、後に策略により西園寺を学園から追放し、その後妹の七実をディオスの力を見極めるために利用し決闘の舞台に立たせてウテナと闘わせる等、「本当に友達がいると思ってるやつは、バカだよ」とまで言い放つ他人は自分の目的のために利用するものとしか思っていない、徹底した利己主義者。更にはウテナに対して「幼い頃会った王子様は冬芽ではないか」と疑念を抱かせるような行動をとってウテナの動揺を誘った上で彼女との決闘に勝利し、アンシーを手に入れた。
その後の二回目のウテナとの決闘ではアンシーの「祝福」を受けたディオスの剣の力でウテナを苦戦させるが、アンシーの心境の変化によって剣の力が失われた事で形勢が逆転し敗北。この後、敗北のショックからしばらくの間部屋に閉じこもり学園に出てこなくなった（その間は妹の七実が生徒会長の代行をしていた）。
子供の頃、西園寺と共に「棺の中の少女」に出会った経験があり、その経験が「永遠」を求める原点となっていた。実はこの「棺の中の少女」は幼い頃のウテナだったのだが、冬芽はその事実に長い間気付かず、ウテナが「棺の中の少女」だったことを知ったのは物語が終盤に入ってからだった。なおこの経験の影響かどうかは分からないが、後にウテナに好意を抱くが、そのとき初めて自分が本気で他人を愛したことなどなく、「プレイボーイの生徒会長桐生冬芽」としてのマニュアル化された恋愛しか知らず、ウテナへの恋慕の情こそが自身の初恋であると思い知らされる。
鳳暁生編では暁生とウテナが恋愛関係にあることを知り、暁生に嫉妬心を抱くようになる。後に幼い頃に出会った「棺の中の少女」がウテナだったことを知ったことで自分が永遠を求める原点に気付き、「ウテナを棺から出す」ために彼女に三度目の決闘を申し込んだが、結局ウテナを止めることは出来なかった。
漫画版では策略家としての面は薄れており、TV版でも時折描かれていたウテナへの好意をこちらではより明確に描写されている。ウテナに対して西園寺との決闘に割り込んで怪我をしたり、「君が探している王子様は俺だよ」とプレイボーイ的な行動のほうが際立っている。ウテナとの二度目の決闘に敗れた後は約束を果たし生徒会長の職を下りた（後任は漫画中では明らかにされていない）。ウテナが消えた後人々の記憶からウテナのことが消えてしまってもアンシー同様ウテナのことを覚えていた。
劇場版ではウテナとは幼馴染だったという設定になっている。裏表がありつつも高い志をもつ人物として描かれ、草時や瑠果、そしてディオスの役割も兼任している。実は「死んだ王子様」と呼ばれる既にこの世から去った存在であり、幼い頃溺れている子供（幼い樹璃）を助けようとしてウテナの目の前で死んだことが物語後半で明かされる。彼が亡き者であることは、ウテナと樹璃との決闘の場面にて幹が冬芽が隣にいるにもかかわらず冬芽の存在を知らないことを示唆する台詞を口にする場面で暗示されている。物語後半で、アニメ版をイメージした告白室（下降するエレベーター）にてウテナが冬芽は既に亡き者であることを思い出したと同時に、ガラス越しにウテナに別れのキスをして姿を消した。
漫画版の「アドゥレセンス黙示録」ではウテナを「外の世界」へ脱出させるために自分が「死んだ王子様」であること、亡き者である自分を忘れれば「外の世界」に出られることを告げて消滅。彼の記憶はウテナの中から消し去られた。
妹の桐生七実が、冬芽の小さいころの写真がないことと、両親と七実の血液型がB型なのに対し、冬芽だけがA型であることから、七実と冬芽に血の繋がりは無いのではないのかと苦悩するが、実際には七実が赤ん坊の時に同じ両親の下から兄妹揃って桐生家に来たためで、今の両親とは血は繋がっていないが七実とは血は繋がっている。
彼の決闘に当てられた名前は、1回目が「信念(conviction)」、2回目が「自分(soi)」、3回目が「選択(choix)」。
当初の予定では「太陽を盗んだ男」の「山下満州男警部」をイメージしていた。
プロフィール
- 誕生日：6月4日
- 星座：双子座
- 血液型：A型

西園寺莢一（さいおんじ きょういち）
声：草尾毅
鳳学園高等部二年で生徒会副会長にして剣道部の主将。ウテナの前の「薔薇の花嫁」の所有者。冬芽とは幼馴染で、同じ剣道部に所属している。硬派として女子に非常にもてるが、間抜けな実態を知る友人からは影で馬鹿にされがち。樹璃曰く「生徒会のピエロ」、御影曰く「道化」。不器用で単純、粗暴な性格で、女性に対しても純情と横暴の交錯するさまがアンシーや若葉との関係によって描写されている。名前の「莢」は豆のさやなどのこと。ウェーブがかかった緑の長髪に薄紫色の瞳。決闘の際に胸に挿す薔薇の色は薄緑（劇場版では赤）。武器は日本刀。
第9話でアンシーを連れ出した上勝手に決闘広場に入ろうとするという事件を起こし、その際アンシーを救出したウテナに背中から斬りかかり、彼女を庇った冬芽に怪我を負わせる。この一件の後、冬芽の策略によって退学処分となるが、行く当て、金、友人全てなく、面識はなく自覚もないとは言えかつて傷つけた若葉の下に一時居候をさせてもらう。その後は彼女と良い仲になったが、御影の策略により破局。御影が若葉を黒薔薇のデュエリストにする際に取引し、居候のお礼に若葉に渡す予定だった手作りの髪飾りを御影と交換することで復学することとなる。物語終盤で幹同様決闘に不信感を抱くようになり、決闘から手を引く決意をした。彼の行動の根幹には、幼い日に冬芽と共に遭遇した「棺の中の少女」の影響があることは初期のうちに明かされるが、この時点で視聴者の誰もが理解した「棺の中の少女＝ウテナ」という事実を西園寺が知るのは物語の終盤である。
冬芽とは旧知の間柄であり親友であると同時にライバルとしても意識していたが、次第に彼の表裏が激しい人間性を信頼しきれなくなり、現に幾度も彼の謀略によって貶められ関係が悪化したが、そういった徹底した利己主義こそが彼の強さであることを知る冬芽の数少ない理解者であり、後半以降は歪ながらもお互いに歩み寄り関係を修復しようとする姿勢が見られ、物語終盤では冬芽の心境の変化もありかつての少年時代の信頼関係を取り戻しているようであった。
彼の決闘に当てられた名前は、1回目が「友情(amitie)」、2回目が「選択(choix)」、3回目が「関係(relation)」。
漫画版では謹慎処分に留まり退学は免れた。アンシーに付くチュチュを邪魔者扱いする（チュチュにちょっかいを出す緑のカエルは彼を暗示している）。
劇場版では劇中最初に登場したアンシーの所有者であり、彼女への暴力からウテナは怒りを爆発させ、決闘ゲームの意味も解らないまま決闘を行う。終盤でジープに乗って樹璃や幹と共に“外の世界”へ出ようとするウテナとアンシーを助け、別れ際にアンシーに「外で会えたら今度は堂々と口説き落としてみせる」と言い残した。
プロフィール
- 誕生日：8月25日
- 星座：乙女座
- 血液型：O型

有栖川樹璃（ありすがわ じゅり）
声：三石琴乃
生徒会メンバーでフェンシング部長（代行）。高等部一年。高級ブランドのモデルに抜擢されるほどの美貌を持つ男装の麗人であり、彼女に逆らえば教師すら学園にいられなくなる等の噂も流れる誰もが恐れる不良としての一面も持ち合わせている。しかしその美貌と男性的かつ毅然とした佇まいで学園内での女子人気はあの冬芽にも匹敵するほど。幼馴染であり親友の高槻枝織を長年に渡り密かに意識し、彼女の写真をペンダントに入れている。枝織に本心を伝えること、あるいは枝織と結ばれることは樹璃にとって奇跡に等しき所業であり、奇跡の力を願いつつも否定する葛藤の中で決闘ゲームに参加している。後述の瑠果の献身により枝織への偏執めいた恋慕の情から解放されるが、後に彼女へのその想いは未だ自分の中に根強く残っていることをウテナに告白する。ただ、同時にそれに関した事を冗談の種にしてみたりと、自分を客観視できるようになった節も見られる。オレンジ色の縦ロールの髪に青い瞳。決闘の際に胸に挿す薔薇の色はオレンジ。武器はフェンシングのエペ。鳳暁生編での決闘では瑠果に自身の「心の剣」を抜いてもらいウテナと闘った。
TV版では二度ウテナと決闘するが、初戦は自分の攻撃によって弾き飛ばしたウテナの剣が落下して自分の薔薇を貫くという不運で負け、二度目の戦いではウテナの剣がペンダントを弾き飛ばして壊してしまったことへのショックにより自ら決闘を放棄し、胸の薔薇を捨てたことで結果二度とも敗北した。ただし剣の実力で敗北した事はない。また、他のデュエリスト達が薔薇を散らされて負けているのに対し、前述の通り彼女は唯一負けたときに薔薇を散らされていない。
彼女の決闘に当てられた名前は、1回目が「恋愛(amour)」、2回目が「選択(choix)」。
漫画版では七実の役割を兼任。冬芽に好意を持ち、彼を巡るウテナへのライバル心から決闘を挑むが、TV版とは違い実力で敗れる。実は冬芽は瑠果の代用で好意を抱いていたことが後々分かる。瑠果が命を失ったようなことを聞いても、その話を信じず瑠果を想い続けた。
劇場版では枝織に唆される形でウテナと決闘するが、TV版での決闘のクライマックスを思わせる"王子様"の幻影を伴ったウテナに薔薇を散らされて敗れる。なお劇場版でもペンダントは携行しているが、こちらでは枝織の写真が入っているかは明らかにはなっていない。また枝織との関係もTV版とは大きく異なっており、劇場版では束縛と服従を強要する枝織を振り払いたがっている。過去に冬芽との接点がある為に冬芽のことを知っているが、彼女自身の台詞から本来なら冬芽が既に会うことの叶わない人物であることがうかがえる。終盤で西園寺や幹と共にジープに乗って現れ、“外の世界”へ出ようとするウテナとアンシーを助けた。
プロフィール
- 年齡：16歳
- 誕生日：12月1日
- 星座：射手座
- 血液型：A型
- 身長：167cm
- ニックネーム：美しき雌豹
- 特技：フェンシング、モデル歴あり
- 好きなもの：ユリの花、ブラント品
- 信条：美しい生活、美しい身なり、美しい生き方
- 弱点：秘密多し

薫幹（かおる みき）
声：久川綾
生徒会の役員で、13歳にして大学生のカリキュラムを受ける秀才の少年。中等部一年。フェンシング部に在籍する優秀な選手で優れたピアノ演奏者でもある。中性的で整った外見をしており素直で人当たりの良い性格から、上級生のファンも多い。幼き過ぎし日に、双子の妹の梢とピアノ連弾をしていた庭の思い出を「輝くもの」と形容。「輝くもの」を取り戻すべく「薔薇の花嫁」としてのアンシーを求め、同時に彼女を一人の女性としても愛する。生徒会室での会話のシーンでは、時折ストップウォッチで時間を計っている。何をどんな理由で計っているのかは不明。登場人物に理由を問われたり、不思議がられることもある（この計測時間は直前に言葉を発した時間と一致する。要は一種の楽屋オチである）。青い髪に青い瞳。決闘の際に胸に挿す薔薇の色は青。鳳暁生編では梢を「花嫁」とし、彼女に自身の「心の剣」を抜いてもらいウテナと戦った。物語終盤で決闘に不信感を抱くようになり、決闘から手を引くことを決意。その後生徒会の集まりで決闘制度を取りやめようと宣言する。
身勝手な大人を嫌悪しており、世界の果てから「君たちのために天上ウテナを倒せ」という手紙が来たときは「『君たちのために』と言う大人は信用できないもの」と嘆いた。鳳暁生編で、身辺の大人たちの行為に困惑させられ、スポーツカーに乗ったときに、梢から「周りが汚れていたら、自分も汚れて欲しいものを手に入れるしかない」と説かれ、自分の運転するスポーツカーに乗ったアンシーの姿を夢想、アンシーを自らのものにするために梢と共に決闘に挑む。
彼の決闘に当てられた名前は、1回目が「理性(raison)」、2回目が「誘惑(tentation)」。
漫画版と小説版ではアンシーではなく、ウテナに好意を持っている。小説版では、冬芽との同性愛的描写もあった。
劇場版ではTV版同様決闘者ではあったが、ウテナと決闘をすることは無かった。また冬芽のことを知らないらしく、ウテナと樹璃の決闘の最中に樹璃が冬芽の名前を挙げた際、冬芽が傍にいるにもかかわらず「冬芽って誰だ？」と呟いている場面がある（この場面は冬芽が既に亡き者であることを暗示していた）。終盤で西園寺や樹璃と共にジープに乗って現れ、“外の世界”へ出ようとするウテナとアンシーを助けて自分達もいずれは後に続くつもりと伝え、「外の世界で会おう」と言い残し別れた。設定によると枝織と同じ身長。
プロフィール
- 年齡：13歳
- 誕生日：5月28日
- 星座：双子座
- 血液型：O型

桐生七実（きりゅう ななみ）
声：白鳥由里
冬芽の実妹。13歳で中等部一年。自分が一番でないと気が済まない典型的な女王様タイプの少女で気が強く高飛車、非常にプライドの高い性格でお世辞にも人間が出来ているとは言い難い人物だが、心優しい一面も持っている。いわゆる極度のブラコンであり絶対的な存在である兄に近づく女は誰であろうと許せず、特にウテナとアンシーを事ある毎に目の敵にするが、その度に酷い災難（何故か動物に関する事柄が多い）に遭うというギャグキャラ的な側面も担っている。彼女がメインとなるエピソードでは、物語の本筋とまったく関係のない、シュールかつコメディタッチのものも散見される。
冬芽と彼女は幼い頃に同じ両親の元から二人一緒に今の両親に引き取られた養子であり、そのことを知らなかった七実は家族の血液型が合わないことに気づいた際に自分と冬芽は血の繋がりがない兄妹であると勘違いした。
実は彼女もデュエリストであり、兄にそそのかされる形でウテナに二度決闘を申し込む。武器は曲刀と隠し持っている短刀の二刀流で兄に仕込まれた剣術の腕は侮れないものがある。鳳暁生編では、冬芽との血縁関係を失い（上記の通りただの思い込み）、自分がかつて「駆除」した茎子のような「悪い虫」の一匹であると自覚、他の「虫」や冬芽を凌駕するために冬芽立会いの下、2度目の決闘をする。決闘の際は冬芽に自身の「心の剣」を抜いてもらい、ウテナと戦った。薄い茶色のウェーブがかかり前髪を編み込んだセミロングの髪に黒目がちな紫色の目をしており、中学一年ながら身長はアンシーよりも高い。決闘の際に胸に挿す薔薇の色は薄い黄色。当初は鳳学園の女子生徒の制服を着用していたが、冬芽がウテナに負けて部屋に閉じこもってからは兄に代わり生徒会をまとめるようになり、決闘のときに着用した黄色い上着とショートパンツの制服を常に学園内でも着用するようになった（設定資料集によると脚部の黒い部分はタイツ）。
彼女の決闘に当たられた名前は、1回目が「崇拝(adoration)」、2回目が「友情(amitie)」。
漫画版では、兄が所有している写真上に登場するが、実際の登場は無い。
劇場版では牛の「ナナミ」としての登場のみ（人間としての「桐生七実」は存在していない）。
プロフィール
- 誕生日：8月8日
- 星座：獅子座
- 血液型：B型

鳳暁生（おおとり あきお）
声：小杉十郎太、及川光博（劇場版）
学園の理事長代行にして、アンシーの兄。学園理事長の娘・香苗と婚約し、鳳家の養子となっている（旧姓は姫宮）。理事長が病気で臥せっているため代行を務めている（後にこれは暁生の策略の一環であった事が判明する）。黒薔薇会編で初登場するが、正式に登場したのは25話からである。天に近い星（暁の明星。詳しくは用語を参照）の名前を持つ。
ディオスの剣を委ねる決闘劇を仕組んだ「世界の果て」の正体であり、ディオス（王子様）の現在の姿である。いつからデュエリスト達が鳳学園に集まるように仕向け、学園を実質的に支配していたのかは不明。また決闘劇だけでなく、物語中盤の黒薔薇会による決闘を仕組んだ黒幕でもある。当初は自分の後継者を望んでいたが、物語の後半で西園寺とウテナの二度目の決闘を観戦していた際に決闘の途中でディオスの剣が消失し、直後アンシーがウテナの体からディオスの剣を取り出すところを目撃。その後計画を変更して「王子様」に近い力を持つデュエリストの剣を用いて王子様の力を復活させようと企み、そのために自らウテナに近付き、彼女と恋愛関係に発展するという行動に出る。年齢に関しては不明な点が多く、若き日の自ら＝ディオスとしてウテナと出会った数年前、数十年前に現在と変わらぬ容姿で御影や時子と会っているなど矛盾がある。
最終的にウテナからディオスの剣を奪うことには成功したものの、薔薇の門を開こうとするも途中で剣が折れたため、目的を果たすことは出来なかった。それでもなお決闘に執着し、新たなルールの下で再び決闘を行おうとしていたが、生徒会のメンバーからはその申し出を断られ、更にはウテナがアンシーの意識革命を起こしたことにも気付いておらず、最終的にアンシーに見限られることとなった。ひなげしの花が好き。ウェーブのかかった長い銀髪（漫画版では黒髪）に緑の瞳、褐色の肌。決闘の際に胸に挿す薔薇の色は薄紫。武器はディオスの剣に似た黒いサーベル。
「理想＝ディオスの剣」を失った王子様（ディオス）の「成れの果て」であり、「理想」に代わり「野望」を追い求めるディオスの対極的存在となっている。「野望」のためには手段・犠牲をいとわず、鳳親子を始めとした数々の女性を手篭めにして懐柔、従属させるなど異性を篭絡する術に非常に長けており学園で最高の地位と権力を有している。それを象徴するように学園内で最も高い場所に理事長室（プラネタリウムの部屋）を置いている。
漫画版では「王子様の成れの果て」という設定は共通しているが、こちらでは「王子様」の体の中に宿っていた二つの意識の片割れである「闇のディオス」という設定になっている。アンシー同様人間ではないことを仄めかしている。かつてもう一つの意識である「光のディオス」と対立、彼を倒して「世界の果て」となった。最後はウテナとの決闘で彼女と相討ちになり、新たな光のディオスとなったウテナと一つになって消滅する。
彼の決闘に当てられた名前は「革命(revolution)」。
劇場版ではテレビ版・漫画版と違い短髪になっているほか、体つきも痩身。妹であるアンシーに密かに思いを寄せ、彼女を眠らせては密かに抱いていたが、ある時アンシーが自分を「王子様」として見ていたことを知り、それによって外の世界へ出るための「車の鍵」を失くして錯乱し、自殺してしまう。それ以降は冬芽同様「死んだ王子様」として登場し、アンシーを支配し続けていた。物語終盤でウテナとアンシーが「外の世界」へ脱出しようとした際に巨大な車と化した城と共にアンシーの前に立ちはだかり、アンシーを永遠に縛り続けて二人の脱出を阻もうとしたが、彼の幻影は二人に撃破され消滅した。
漫画版「アドゥレセンス黙示録」ではウテナとアンシーが「外の世界」へ脱出しようとした際に二人を決闘広場に閉じ込め、無数の薔薇を操ってウテナを生き埋めにしようとし、アンシーの前に幻影となって現れ二人が外の世界へ出るのを阻もうとするが、最後はアンシーの意志によって幻影を撃破され消滅した。
なお、当初の予定では「ガラスの仮面」の「紫の薔薇の人」をイメージしており、ウテナを影から見守るさわやかなキャラであった。しかし小杉の演技でキャラクターの性格が変更され、ストーリーにすら影響を与えた（暁生編からはそれが顕著である）。これは冬芽を演じていた子安の演技が黒く立っていたために、小杉がそれ以上にキャラを立たせようと黒めの演技をしたことによるもの。
プロフィール
- 誕生日：9月15日
- 星座：乙女座
- 血液型：A型

ディオス
声：結城比呂
決闘の際、どちらか一方の決闘者に舞い降り無敵の力を与える存在。
その正体は鳳暁生の過去の姿であり、世界のお姫様を救おうとした「王子様」。かつて人々の願いを叶えすぎたために傷つき、妹のアンシーによって封印された。そのため現在では幼いウテナに語ったように無力な存在となってしまった。幼いウテナの元に現れて「薔薇の花嫁」を見せており、その時彼女に「薔薇の刻印」の指輪を贈った。元々彼が持っていたとされる「ディオスの剣」は、実は彼自身の「理想」が形になったもの。
漫画版ではかつて「王子様」の体の中に宿っていた二つの意識の片割れである「光のディオス」という設定で登場する。「闇のディオス（後の鳳暁生）」と対立するも彼に敗れ、ディオスの剣に姿を変えてアンシーの中に宿った。

## 黒薔薇会関係者
御影草時（みかげ そうじ）
声：緑川光
高等部3年の生徒で、御影ゼミ（通称黒薔薇会）を主宰する天才。自らもデュエリストの一人だが、根室記念館へ面会にやってきた悩める生徒（サブキャラクター）たちの心の闇に「深く、もっと深く」とカウンセリングのような形式で入り込み、心の闇を解放させ、「あなたは世界を革命するしかないでしょう。あなたの進む道は用意してあります」と囁き（もともとこの言葉は鳳暁生が根室教授に語ったことに由来）、黒薔薇のデュエリストに仕立て上げてデュエリストたちの決闘に介入した。
実は肉体・精神年齢共に、数十年に渡って成長が停止している。かつては「根室教授」と呼ばれ、100人の少年たちと、学園主催の「永遠」を手に入れるための研究を行っていた。しかし100人の少年たちと根室の関係は、根室は「純粋にビジネスのため」、少年たちは裏で根室に「電子計算機」とあだ名を付け、「世界の果て」との契約の証である「薔薇の刻印」を飾り、研究成果つまりは「永遠」を手に入れるためにお互いを利用しあっていたにすぎなかった。後に理事会から派遣されてきた監察官・千唾時子に心を奪われ、不治の病を持つ彼女の弟・馬宮に「永遠」を与えるために無関心だった研究に取り組むようになり、やがて研究を完成させて「城」を出現させることに成功した。しかしその後理事長・鳳暁生と時子がキスしている所を目撃したことがきっかけで「永遠」に対する執着を失い、「世界の果て」と契約。その後馬宮の言葉に背中を押され、根室記念館に火を放って 100人の少年たちを殺害、彼らを「推進燃料」にして研究を進めるが、それも「世界の果て」に利用されることになった。
ウテナを初めて見たときに、彼女に時子の面影を感じ、彼女を「ウテナ」とも「時子」とも呼ぶが、後者で呼ばれたウテナには当然何のことなのかさっぱりだった。ウテナとの出会いを、時子の再来と考えて彼女を御影ゼミへ勧誘。ウテナは入会へ無関心だったが、自身にでも自身の友達にでも困ったことがあったら相談に乗るという言葉に誘われ、根室記念館を訪れる。だがエントランスホールに飾られていた黒薔薇のデュエリストの写真を見て御影が暁生の婚約者・香苗や親友の若葉をはじめとする黒薔薇のデュエリスト達を操っていたことを知り「やっと帰ってきましたね」「僕を捨てたこと、後悔しなくていいんです」と、彼女を受け入れる姿勢の御影を殴り倒し、左腕を締め上げ、薔薇の刻印を持つことを確認すると決闘を挑んだ（勝利者が参加者に決闘を挑むのは、アニメ版ではこの件が最初で最後）。そして告白昇降室で、自分は根室教授と呼ばれていたときから前に進んでいない、時子を倒さねば、自分は前に進めないと馬宮に告白、「世界の果てに咲き誇る薔薇、僕に」と宣言し、決闘に赴いた。最後はウテナとの決闘の最中に机の上に置かれていた写真を見て馬宮の本当の姿と根室記念館が焼け落ちた事件の真相を思い出し、ウテナに敗北したあと暁生によって「卒業」させられた。
「御影草時」という名前は根室記念館が焼け落ちた後に自らつけた偽名。淡いピンクの髪に暗紅色の瞳。根室教授時代は紫のレンズの眼鏡をかけていたが、現在はかけていない。決闘の際に胸に挿す薔薇の色は黒。決闘の際机の上に置かれていた物はモノクロ調の時子と馬宮の写真（この写真は草時が馬宮の本当の姿を思い出すきっかけになる）。同じ写真のカラー版は御影の回想の千唾家にあった。
彼の決闘に当てられた名前は「自覚(conscience)」。
漫画版では番外編である「黒バラの刻印」に登場、ウテナに決闘広場ではなく根室記念館で決闘を挑むが、馬宮が死亡していることを思い出して敗北。その瞬間に根室記念館が崩れ始めたが、御影は脱出せず生死不明となる。
劇場版に御影草時と黒薔薇会は登場しないが、下降するエレベーターの中での対話を通して心の奥底へ「降りていく」、そして本音へ「到着する」演出は再現されている。クライマックスでアンシーたちの脱出を阻止しようとする棺桶車（ベルゼブルカー）の大群は黒薔薇のデュエリストたちのメタファーとも言える。
プロフィール
- 誕生日：11月30日
- 星座：射手座
- 血液型：AB型

千唾馬宮（ちだ まみや）
声：川村万梨阿
御影のパートナー。中性的な容姿の少年。御影を「先輩」と呼ぶ。不治の病を患っており、余命は幾ばくもない。後述の姉の時子は馬宮に「永遠」という寿命を与えるために、「永遠」を生み出す研究の監察官として根室に会いに鳳学園を訪れた。口では「永遠なんて無い」と言うが、本心は永遠を欲している。当時も今も根室（御影）の良い理解者であった。後に根室が暁生と時子との関係を知って「永遠」への執着を失った際、「永遠が欲しい」と発言、根室記念館を放火して100人の少年を殺し、根室の背中を押す。
現在では、御影ゼミの地下にのみ登場し、草時以外の人間と会話する機会は無かった（ただし第14話では香苗に一方的に話し掛けるシーンがある）。草時は黒薔薇の決闘を通してアンシーを手に入れた上で彼女を殺し、馬宮を新たな「薔薇の花嫁」（黒薔薇の花嫁）に仕立て上げようと目論んでいた。数十年前に根室記念館に放火した犯人とされているが、これは御影の幻想で、真犯人が御影自身であったことが黒薔薇編ラストで明かされる。銀髪に緑の瞳・褐色の肌という容姿で、容貌がアンシーやディオスに似ている。
実はこの馬宮（銀髪・緑の瞳、褐色肌で、黒薔薇編終盤まで視聴者が観ることになる姿）は世界の果て（鳳暁生）が草時を利用するべくアンシーに演じさせていた偽の馬宮で（アンシーの一人二役。容姿がアンシーやディオスに似ていたのも、黒薔薇編のアンシーがたまに転寝するのもこのため）、本物の馬宮（こちらは千唾時子の弟で、顔もアンシーが演じていた馬宮とはまったく異なり、黒い髪でそばかすがある素朴な少年である）は既に亡くなっていた。この偽者の馬宮が、御影が自分の記憶に幻想（100人の少年（＝自分以外の決闘者）は死に、自分が馬宮に永遠を与え、現在も彼が生きている）を抱けた理由である。草時は馬宮が死んでいることを忘却しており、時子への未練で馬宮を側においていたが、ウテナとの決闘の際にようやく馬宮の本当の姿と根室記念館に放火したのは馬宮ではなく自分だったことを思い出した（この決闘時に彼に語りかけたのはアンシーではなく本物の馬宮の心情のようだが、明確な答えは描写されていない）。
千唾時子（ちだ ときこ）
声：日髙のり子
千唾馬宮の姉。かつて根室教授（御影草時）の元に理事会から監察官として派遣されるが、後に余命幾ばくも無い弟・馬宮のために「永遠」を手に入れる研究に参加した。根室教授に思いを寄せられていたが、彼女自身は鳳暁生と親密な関係となっていた。やがて根室記念館が焼け落ちた事件がきっかけとなり、根室教授の下を去って行った（この事件のとき時子は根室記念館が放火された現場におり、その際に「馬宮君が火を放った」と発言した根室の頬を叩く描写がある）。
花が散ることを嫌い、「永遠」を生み出す研究の当時は、彼女宅の薔薇は散る前に砂糖漬けやドライフラワーにされていたが、現在の鳳学園で暁生に再会したときは「実を結ぶために花は散る」と発言した。
御影は時子が自分の下を去った後も時子を強く想っていたようで、後に時子と似ている女性を自らの秘書にし、彼女に髪を時子と同じショートヘアにすることを強いていた。
第22話で馬宮の墓参りのついでに鳳学園を訪れるが、その際彼女とすれ違った御影は彼女が時子であることに気づかなかった。その後時子は根室教授（御影）が今も年を取らずに鳳学園に居座っているのだと気づき、暁生に「何か間違っている」と話した。
草時や暁生と同年輩であるが、再び鳳学園を訪れた時は彼らよりも年齢が上になっていた。このことは、現実における時の流れから隔離された鳳学園の不自然さを強調するものとなった。

## その他の人物
篠原若葉（しのはら わかば）
声：今井由香
ウテナの親友でクラスメイト。中等部二年。憧れていた西園寺に出した手紙が、ウテナが決闘ゲームに巻き込まれる発端となった。明るく人懐っこい明朗快活な性格でミーハーでもあるが、好きな人には尽くすタイプ。辛いことがあっても前向きにものごとを考え、明るく生きる彼女の姿は、周囲の人々にも元気を分け与えてくれる。ウテナにとっては、アンシーと対称の位置をなす、陽性の親友。
第20話では、退学処分にされた西園寺を匿う形で同居生活が始まり、密やかな幸せを得るが御影の策略によって破局。黒薔薇会編での決闘に参加することになり、親友・ウテナと戦うことになってしまい彼女への羨望、アンシーへの憎悪を吐露するが彼女に敗北したことで救われた。その後は何事もなかったかのように日常へ戻ったが、アンシーへの複雑な感情は完全に消えることはなかったようである。ラストでは別の女子生徒に追いかけられる立場になった。
黒薔薇会編での決闘の際の武器は西園寺の体から取り出した黒い日本刀。決闘の際机の上に置かれていた物は木の葉の形の髪飾り（西園寺が若葉に贈ろうとしていたもの）。実はウテナがディオスの剣を抜かずに戦った唯一の相手である。
彼女の決闘に当てられた名前は「限界(limite)」。
漫画版では香苗の役割を兼任。初期からアンシーの異様なキャラに嫌悪感を催した。
劇場版では転校生であるウテナに学校の案内をするが、それ以降はフェードアウトする。終盤でウテナとアンシーを助ける樹璃たちの乗るジープに「WAKABA」のロゴと若葉マークがつけられているが、このジープが車に変身した若葉かどうかは不明。ラスト近くの場面では、達也らしき少年と一緒にいる若葉らしき少女が登場する。
プロフィール
- 誕生日：3月14日
- 星座：魚座
- 血液型：O型

風見達也（かざみ たつや）
声：置鮎龍太郎
若葉の幼馴染み。中等部2年Dクラス。小学校のときの同級生でもある若葉からは「玉ねぎ王子」と呼ばれる。第19話に登場、若葉のことが好きで、彼女のそばにいるために、その親友のウテナにラブレターを渡す。ウテナの助言により達也は若葉に想いを告げようとするが、若葉には意中の人（＝寮に居候させている西園寺）が他にいると知り、悩みを相談しに根室記念館を訪れる。しかし御影に「良い人」であるが故、進む道はここにはないと、黒薔薇のデュエリストとなることなく解放される。
後の話で、他に恋人ができたらしいが、相手とキスをするときに、それがファーストキスであると告げるとフられてしまったらしい。
劇場版では若葉のボーイフレンドという設定であるが、劇中では後ろ姿しか見えない。
高槻枝織（たかつき しおり）
声：西原久美子
樹璃の幼馴染み。高等部一年。漫画版には登場しないが、Blu-ray Boxのイラストで初めてさいとうによるイラストが書き下ろされた。大人しく繊細なように見える外面とは裏腹に、御影からは花を腐らせる毒虫呼ばわりされるなど内面的には卑屈かつ狡猾、ある意味では自己中心的な性格。幼い頃の口癖は「奇跡を信じて想いは届く」だが、本人は言葉の意味を理解していない。「一緒に育ったような」幼馴染みである樹璃に対して劣等感から愛憎入り混じったコンプレックスを持っており、彼女が自分に庇護的かつ優しく接するのは見下され馬鹿にされているからと被害妄想を抱いていた。樹璃と自分の関係を「光と影」と表現する。中等部までは鳳学園に在籍していたが転校、その後学園に戻ってくる。黒薔薇会編での決闘の際の武器は樹璃の体から取り出した黒いエペ。決闘の際机の上に置かれていたものは止まり木に停まった文鳥。鳳暁生編における「花嫁」の時のドレスの色は赤紫。設定によると身長は幹と同じ。
かつて樹璃の思い人である（と思い込んでいた）フェンシング部の少年を手に入れたのは、樹璃に対する劣等感から逃れるためのものだった。黒薔薇会の一件（第17話より）で再転入後、かつてのような樹璃との交友関係を取り戻そうと接近し拒絶されるが、御影の策略によって樹璃の自分への愛を知り、精神的優位に立てると喜びながらも受け入れることができないことに悩む。第28話、第29話では、樹璃の師である土谷瑠果にかつてと同じようにアプローチをかけ男女の仲となるが、それは瑠果による徹頭徹尾の「樹璃のための略奪」であり、彼女との関係は彼の本来の目的の準備期間に過ぎなかった。用が済んだら（皮肉にもかつて彼女自身がそうしたように）一方的に振られ、ますます樹璃に対するコンプレックスを深めていく事になり心身ともに荒んでいき、見舞いに来た彼女に対しても悪辣な言葉を浴びせたが、瑠果が死去した後は結局また樹璃に依存しようとしていた。その後、最終話では樹璃が部長を務めるフェンシング部に入部、紆余曲折の末ようやく彼女と正面から対峙して正々堂々剣を交えることができた。
彼女の決闘に当てられた名前は「嫉妬(jalousis)」。
劇場版では七実や梢の役割を兼任、「私の“王子様”を死なせた」樹璃を赦さず、一生“王子様”の代役を務めさせ続けようとして冬芽や樹璃の近辺にて暗躍する。終盤で棺桶を模した黒い車に変身して“外の世界”に出ようとするウテナとアンシーを追い、二人が“外の世界”へ出るのを妨害しようとしたが、最後は防音壁に激突して大破する。
プロフィール
- 誕生日：2月2日
- 星座：水瓶座
- 血液型：B型

土谷瑠果（つちや るか）
声：佐々木望
フェンシング部の本来の部長で、有栖川樹璃の師。生徒会メンバー。不治の病により入院し長期間休学していたが、余命尽きる直前に第28話で復学。高等部2年の冬芽や西園寺より1つ年上なのだが、その休学により進級できず、彼等と同じく高等部2年生として過ごしている。復学後は隠れデュエリストとして謎めいた行動で樹璃を誘導、彼女を二度目の決闘に駆り立てる。
復学後のある日の部活動で、自分のロッカーに寄り添う枝織を見て、「休学中、毎日ロッカーの中の自分の剣を磨いてくれたのは君だったのか」と枝織に問い、肯定した彼女と交際を始める。その後、暁生のスポーツカーで枝織を誘い、決闘に立ち会わせる。決闘では、勝利に無欲な素振りと、ウテナの力量を測るような戦いをした末、ウテナの勝利を祈るアンシーを見て「なるほど」と呟き敗北。その際瑠果は枝織が敗北の理由だと転嫁し、ロッカーに入っていた剣は自分のものではなかったと告げ、「君の演技面白かったよ、アドリブにしては上出来だった」と言い捨て破局した。
樹璃と枝織を執拗に傷付けるように見える蛮行も、樹璃を決闘へと駆り立てる謀略も、全ては樹璃への恋慕ゆえに彼女の心を枝織への恋慕という呪縛から解放するため行ったことだった。後にその願いは叶えられたが、彼の想いが樹璃に届くことはなかった。
樹璃から私闘としての決闘を受けたときは、枝織を「自分に舞い降りた奇跡が誰かの犠牲の上に成り立っているとわからない愚か者」で、（樹璃への恋路を祈る自分、枝織への恋路を祈る樹璃ではなく）彼女のような人間ばかりが奇跡を手にするのだから理不尽だと思わないかと樹璃に問いかけている。この決闘で瑠果は勝利を収め、「樹璃が勝利した場合、瑠果は枝織とよりを戻す。瑠果が勝利した場合、樹璃は彼の言いなりになる。」という条件に従って、樹璃は瑠果からの、2回目の決闘を挑むという指示を受け入れた。目的を果たすと再び入院生活へ戻り、ひっそりと息を引き取った。
瑠果と樹璃の名前を合わせると、「瑠璃」になり、瑠果の髪の色である。樹璃の2回目の決闘と瑠果の死が示唆される第29話のサブタイトルは「空より淡き瑠璃色の」である。
彼の決闘に当てられた名前は「友情(amitie)」。
幾原と高取英の対談で、高取から「髪型が監督の幾原邦彦と似ている」と言われた幾原は「自分に似せろと言ったのかもしれない。」と返した。
青い髪に青い瞳で、前髪に水色のメッシュを入れている。病のためか肌の血色は悪い。鳳暁生編でのウテナとの決闘では枝織を「花嫁」とし、彼女に自身の「心の剣」を抜いてもらい戦った。決闘の際に胸に挿す薔薇の色は水色。
漫画版では番外編「深き瑠璃色の影」に登場。こちらでは枝織は登場しないので、誰と交際する訳でもない。桐生冬芽とは親友に近い良き理解者の関係にある。樹璃と両想いではあるが、樹璃に直接その想いを告げることは遂になかった。こちらでは息を引き取ったことが明確ではない。
プロフィール
- 誕生日：1月23日
- 星座：水瓶座
- 血液型：O型

薫梢（かおる こずえ）
声：本多知恵子
薫幹の双子の妹。13歳。中等部一年。大人びたムードの、少々不良じみたところのある少女。幼い頃に幹と並んで弾いていたピアノの音色が周囲から絶賛され、幹もその思い出をとても大切にしているが、現在の兄妹仲はよくない。黒薔薇会編での決闘の際の武器は幹の体から取り出した黒い剣。決闘の際机の上に置かれていた物はミルクセーキだったが、決闘の途中にアンシーがいくつか飲んでしまった。毛先が外にはねた青い髪(髪色は幹よりも紫に近い)に青い瞳。鳳暁生編における「花嫁」の時のドレスの色は青。
実際は彼女自身にはピアノの才能は無かった（梢曰く、自分が適当に弾いていても幹が勝手にフォローしてくれていたとのこと）。幹に対し非常に屈折した愛情を抱いており、幹の心が常に自分の事で傷ついているように、自分自身を傷つけて（具体的には幹の嫌がるような節操のない恋愛を繰り広げるなど）幹に見せつける毎日を送っていた。そうやって自分で自分を汚すような真似をしている一方で、兄が誰かに汚される事は決して許さず、幹になれなれしく接していた幹のピアノの先生を階段から突き落とすなどということもやっている。
親と不仲らしく、手紙が来ても（全寮制なので別居している）、見ずに捨ててしまう程（曰く「親なんていらない」）。足を怪我したときも「野生動物は治りが早い」と言っている。鳳暁生編で、世界の果てからの手紙や親の再婚など、大人の都合に振り回された幹に「周りが汚れていたら、自分も汚れてほしいものを手に入れるしかない」と、アンシーを手に入れるために2回目の決闘をするよう奮い立たせ、成功。この決闘では梢も立ち会った。
男性から人気があるらしく、友人からまた彼氏を変えたのか、と問われると「変えてないよ、増やしただけ」と返した。
彼女の決闘に当てられた名前は「執着(attache)」。
漫画版では七実の役割を兼任、幹への執着心をTV版よりストレートに描写されている。
劇場版では、自分と離れようとする幹を刃物を持ち出してまで引き止めようとする。その後、大量の黒い車がウテナとアンシーを追い始める場面で梢の名前がナンバープレートに書かれた車が車庫の中にあるが、これが梢が車に変身した姿かどうかは不明である。
プロフィール
- 年齡：13歳
- 誕生日：5月28日
- 星座：双子座
- 血液型：O型

鳳香苗（おおとり かなえ）
声：折笠愛
理事長の娘にして鳳暁生の婚約者。高等部三年。優しく女性らしい丸みを持った美人だが、内心ではいつまでも自分になつかず、不可解な行動を取るアンシーに対して強い恐怖と嫌悪を抱いている。その心を御影に漬け込まれ、最初の黒薔薇のデュエリストとなった。当初暁生とは仲が良かったが、鳳暁生編では二人の仲が微妙なものになりつつあることを示す描写が出てくる。最後は完全に暁生の傀儡と化している事を示唆するようなシーンに映った後、一切登場しなくなった。決闘の際に机に置かれていたものは百合が入った花瓶。薄緑の髪に緑の瞳。
彼女の決闘に当てられた名前は「疎外(alieation)」。
劇場版では、婚約者である暁生の死体を見て泣き叫ぶシーンのみの登場だった。
石蕗美蔓（つわぶき みつる）
声：矢島晶子
鳳学園の生徒で初等部四年の男の子。漫画版には登場しない。七実の大ファンで、彼女をストーカーまがいに追いかけていた。何かにつけて子供扱いされるのが不満で、早く彼女とつりあうだけの大人になりたいと熱望していた。黒薔薇会の一件の後は七実の「下僕」になる。最終回では幹の後任を務めることになり、幹からストップウォッチの使い方を教わっていた。黒薔薇会編での決闘の際の武器は七実の体から取り出した黒い曲刀と短刀。決闘の際机の上に置かれていたものは穂積茉莉の食べかけのチョコレート（元々は美蔓が七実のために買ってきたものだが、それを知らない茉莉が食べてしまった）を持った埴輪。黄色い髪に水色の瞳。
彼の決闘に当てられた名前は「焦燥(impatience)」。
プロフィール
- 誕生日：7月10日
- 星座：蟹座
- 血液型：O型

穂積茉莉（ほずみ まり）
声：西村ちなみ
石蕗美蔓の一つ年上の幼馴染で、鳳学園初等部五年。石蕗美蔓に好意があるのか、彼にやたらとちょっかいをかける。
偶然の一致によるものかどうかは定かではないが、何の接点もない高槻枝織と年齢こそ違うが容姿が似ている。
桐生七実のとりまき
苑田茎子（そのだ けいこ）
声：中川玲
とりまきのリーダー格。髪型はツインテールで、前髪がカールしている。七実に従い、冬芽に近い存在（決闘などで）のウテナやアンシーに嫌がらせをしているが、本当は自分も密かに彼に憧れており、いつも七実と行動をともにしているのは七実の忠臣として仕えることで、少しでも冬芽に接近しようとしている為である。黒薔薇編でのある雨の日、傘も持たず深く沈みこんだ冬芽に傘を差し出すが、それによって七実達から、冬芽に集る「悪い虫」とされ、仲間外れにされてしまう。これを機に根室記念館を訪れ、自分も一人の少女で、七実に恋路を譲ることは無いと訴え、黒薔薇のデュエリストに。決闘で敗北した翌日、七実に「自分は冬芽を慕えるほどの身分ではない」と釈明、許しをもらう。この出来事以降七実に対する信頼は破綻、内心では七実のことをとても嫌っている。黒薔薇会編での決闘の際の武器は冬芽の体から取り出した黒い剣。決闘の際机の上に置かれていたものは黄色い傘（冬芽に差し出した傘）であるが、アンシーの傘が1つ紛れ込んでいた。
七実が「自分は冬芽の実の妹でない」と勘違いした時には冬芽との逢瀬を目撃され平手打ちにされると溜まりに溜まった鬱憤を晴らすかの如く殴り返し勝ち誇ったような言動で冬芽とその場を後にし、優子や愛子と一緒に七実をいびり始めようとしたが、3人共々その場で七実の暴力によって再び屈服させられた。
彼女の決闘に当てられた名前は「依存(dependance)」。
大瀬優子（おおせ ゆうこ）
声：本井えみ
とりまきの一人。髪型はショートカットで、毛先が内側にカールしている。
脇谷愛子（わきや あいこ）
声：高野直子
とりまきの一人。髪型はセミロングで、毛先が外側にカールしている。
愛子、優子、茎子をI子、K子、U子、に並び替えると"IKU"（幾原監督にちなんで）となる。また、三人の名前を並べると「そのた・おおぜいの・わきやく」となる。
影絵少女
声：影絵少女A子（E子）：川村万梨阿、影絵少女B子（F子）：こおろぎさとみ、影絵少女C子：渡辺久美子
夕方になると現れ、珍妙な、しかし意味深な影絵芝居を繰り広げる謎の存在。鳳学園中等部の演劇部に所属する生徒らしいが、ナースやラジオ番組のDJとしても登場している。決まり台詞は「かしら、かしら、ご存知かしら〜」である。当初はA子とB子のみの登場で、C子は黒薔薇会編で登場。C子の影絵芝居の場合は付近に登場人物がいることが多く、寸劇の後にその場に居た人物が一言コメントする。A子&B子とC子の間には微妙な距離感があるように見える。
劇場版では放送部員の役割でE子とF子が登場。C子は名前を変えずに劇中の役割もそのまま登場し、更にナビゲーターとしてたくさんの影絵少女が登場する。物語の最後でウテナとアンシーが“外の世界”へ出た後、影絵少女達は藁の人形となって消滅した。その際、藁人形になったE子とF子の胸にウテナとアンシーの名前が書かれた名札がつけられている描写がある。
チュチュ
声：こおろぎさとみ
アンシーのペット（アンシー曰く友達）。キーホルダーについているぬいぐるみ程度の大きさで、耳の大きな猿に似ている。達也に色目を使っているが、「オス」である（ビーパパスのアニメージュでの対談より）。鳳暁生とお揃いのネクタイとイヤリングをつけている。アンシーの心のメタファーとしての役割を持っている。最終回ではアンシーと共に学園を去った。その直前にアンシーが理事長で暁生に決別を告げる場面で、チュチュが暁生とお揃いのネクタイとイヤリングを外す描写がある。
漫画版では性別が「オス」であることが明言されている。アンシーとは別の確固たる自我を持つ。ウテナを敬愛し、西園寺を敵視している。番外編「カレーなる変身」「3つの願い」を中心にウテナ・アンシー・生徒会メンバーを巻き込むトラブルメーカーとしての役回りを担当している。
劇場版には牛のナナミが登場するシーンに僅かに登場するだけで、本編に関わる事は無かった。

## ゲーム版オリジナルキャラクター
主人公（デフォルト名なし）
声：藤野かほる
ゲーム『少女革命ウテナ いつか革命される物語』の主人公。鳳学園の転入生である少女。初日に西園寺とウテナがアンシーを巡って争っているところを目撃、それを切っ掛けにウテナ・アンシーの二人と知り合い、二人と同じクラスに入る。父・将臣（まさおみ、声 - 飛田展男）は鳳学園のフェンシング部の顧問、母・湖都（こと）は彼の教え子であった。父は冬芽に似ている。比較的常識を持ち、かつ行動力・柔軟性を持つため、他のキャラを若干喰い気味である。進行するルートによってはデュエリストとなって戦う。
お下げに結った紫の髪に青い瞳。お下げは解くとウェーブがかったロングヘアになる。決闘の際に胸に挿す薔薇の色は紫色。武器は父から譲り受けたフェンシングのサーベル。
誕生日は3月28日。血液型AのRHプラス。好きな食べ物はモンブラン。得意科目は国語。カラオケの持ち歌は『輪舞-revolution』。寝るときはパジャマ派。
両親の名前は、さいとうちほの作品『円舞曲は白いドレスで』の登場人物と同じである。
三条院千種（さんじょういん ちぐさ）
声：岡本麻弥
物語の中核を担う人物。病気が原因で三年間休学していたが、主人公が鳳学園に転入した翌日に復帰し彼女のクラスに転入して来た長身の美女。休学前はフェンシング部に所属していた。何故か主人公とその両親を憎んでおり、度々主人公に妨害を仕掛けてくる。ゲーム終盤では生徒会メンバーを操り手中に収め（人数は進行状況により変化する）、世界を革命する力である目的を叶えるためウテナに決闘を挑む。
水色の長髪に赤い瞳。決闘の際に胸に挿す薔薇の色は水色。武器はかつての想い人のサーベル。

## 漫画版オリジナルキャラクター
海堂（かいどう）
眼鏡をかけた青嵐中等学校の男生徒である。ウテナのことを知っていた様子で、ウテナに好意を抱いている。
百合花（ゆりか）
ウテナの叔母。ウテナの両親が亡くなった後に、代わりにウテナを監護している。ウテナは「百合花おばさん」と呼ぶ。
若王子葵（わかおうじ あおい）
ウテナの夢の中の王子に似ている青年。百合花と相思相愛の仲となる。